# 1179年
| 千纪： | 2千纪 |
| 世纪： | 11世纪 \| 12世纪 \| 13世纪                                                                                     |
| 年代： | 1140年代 \| 1150年代 \| 1160年代 \| 1170年代 \| 1180年代 \| 1190年代 \| 1200年代                               |
| 年份： | 1174年 \| 1175年 \| 1176年 \| 1177年 \| 1178年 \| 1179年 \| 1180年 \| 1181年 \| 1182年 \| 1183年 \| 1184年     |
| 纪年： | 己亥年（猪年）；西夏祐十年；大理盛德四年；金大定十九年；西辽天喜二年；南宋淳熙六年；越南貞符四年；日本治承三年 |

## 大事记
- 平清盛幽禁後白河法皇，鞏固平氏政權。
- 第三次拉特朗公會議宣布所有的阿爾比派信徒都「應被監禁，並處沒收財產」。
- 教宗亞歷山大三世承認葡萄牙王國的世俗國家地位。

## 逝世
平盛子，平清盛之女，攝政近衛基實的正室（北政所）。
- 9月2日——平重盛，平清盛嫡長子。